# Голодний степ
40°24′49″ пн. ш. 68°21′19″ сх. д. / 40.4136° пн. ш. 68.3554° сх. д.
Голодний степ (узб. Mirzachoʻl) — глинисто-солончакова пустеля в Центральній Азії (Узбекистан). 

## Розташування
Розташована на лівобережжі Сирдар'ї у Сирдар'їнській області Узбекистану, після виходу з Ферганської долини. 
З півдня обмежений західною частиною Туркестанського хребта, хребтами Мальгузар та Нуратау. 
Голодний степ тягнеться на північ і північний схід до долини Сирдар'ї, а на північному заході зливається з пустелею Кизилкум. Площа близько 10 000 км².

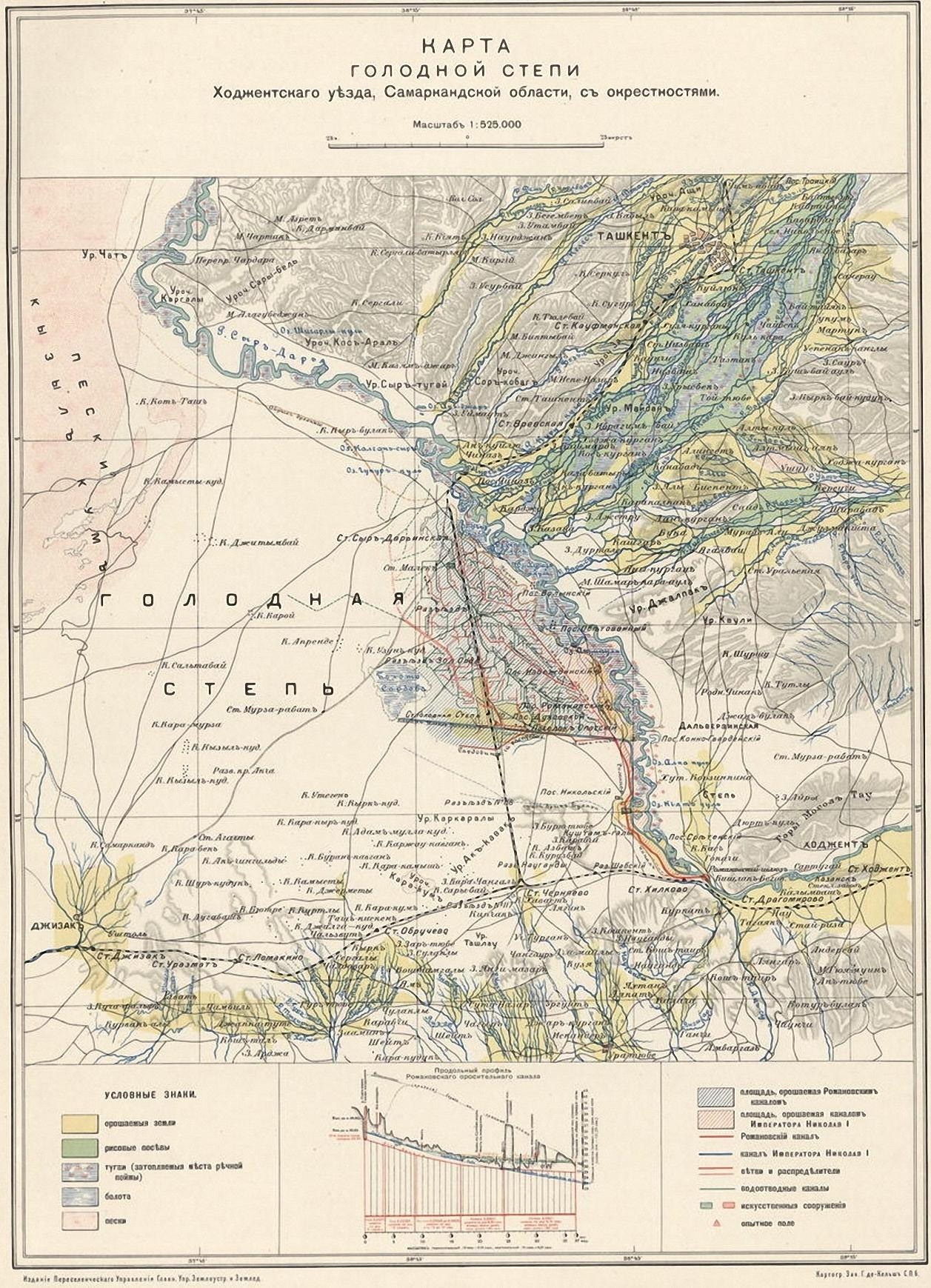
Голодний степ. Дореволюційна топографічна карта

## Рельєф
Голодний степ — обширна рівнина на лівобережжі Сирдар'ї. Висота над рівнем моря 230—385 м. Місцями серед рівного простору є пониження поверхні (Джетисайська, Сардобінська западини). Розташована на трьох прирічкових терасах Сирдар'ї (до якої обривається уступом заввишки 6—20 м), складених лесовіднимі суглинками і супісками, а в південній частині — пролювіальними відкладеннями тимчасових потоків з гір.

## Клімат
Клімат рівнини помірно континентальний. Середня температура липня +27,9 °C, січня −2,1 °C. Опадів у східній частині близько 240 мм за рік із чітким весняним максимумом.

## Гідрографія
Зі схилів Туркестанського хребта у бік рівнини стікають численні, але небагатоводні річки (Санзар, Заамінсу), вода яких ще в передгірській зоні частково витрачається на зрошування, випаровується або просотується глибоко в ґрунт. 
У піщаних, супіщаних і галечникових наносах акумулятивної рівнини вода нагромаджується та переміщується в горизонтальній площині вбік Сирдар'ї та озера Тузкан. Проте внаслідок особливостей будови рівнини цей підземний стік сповільнений: ґрунтові води утворюють напівзастійний басейн. По дорозі в результаті вилуговування солей з ґрунту і внутрішньопородного випаровування води мінералізуються. На півдні біля підніжжя гір вони майже прісні, у центральній частині більш мінералізовані, а в північній частині з особливо сповільненою течією засолені.

## Ґрунти
Ґрунти — головним чином звичайні та світлі сіроземи, засолені, з ділянками солончаків в центральній частині. Суглинисті та супіщані сіроземи мають сприятливу для землеробства структуру й високу родючість. Ґрунти пустелі до її зрошування загалом не були засолені.

## Флора
Ландшафт ефемерової і солянкової пустелі. Навесні на нерозораних ділянках з'являється різноманітна трав'яна рослинність (осока, тонконіг «конгур-баш» та ін.), яка до травня вигорає, залишаються верблюжа колючка, полин, солянки. Властивий ефемеровій пустелі ритм життя виражений дуже чітко.
При малій кількості опадів, сухості повітря і високих температурах відбувається сильне випаровування вологи і висихання ґрунту. Вже наприкінці травня обробіток бавовнику та інших культурних рослин вимагає великої кількості води.

## Освоєння й господарське значення
Освоєння і зрошування Голодного степу має довгу історію. Перші спроби її обводнення були зроблені ще в середині XIX сторіччя з метою забезпечити водою військово-торговельний тракт. Канал, збудований наприкінці XIX століття, коли степ остаточно увійшов до складу Російської імперії, окропив невелику ділянку пустелі. Надалі зрошувані площі в північно-східній частині пустелі поступово розширялися. Перед Першою Світовою війною було розпочато спорудження іригаційних каналів. В роки Громадянської війни іригаційні канали були запущені, зрошувана площа скоротилася.
Декретом РНК від 17 травня 1918 року «Про організацію зрошувальних робіт в Туркестані» передбачалося зрошувати 500 тис. десятин землі. У 1921 році було створено Спеціальне управління по відновленню іригаційної мережі Голодного степу. Подальшому розширенню зрошуваних площ сприяло створення дамби Фархадської ГЕС на Сирдар'ї, проведення Південно-Голодностепського каналу.
Освоєння пустелі супроводжувалося серйозними труднощами, зв'язаними:
- з великою кількістю зіпсованих в результаті хижацького використання земель;
- із засолом ґрунтів, що продовжувався в результаті зрошування.

За роки соціалістичного будівництва в Голодному степу були здійснені корінні перетворення. З реконструкцією Північного каналу ім. З. М. Кірова і спорудженням Центрального, Південно-Голодностепського каналів та інших каналів значні простори Голодного степу були перетворені (за 1950—1960-ті роки) на найбільший район (площею близько 800 тис. га) бавовництва Узбецької РСР. Іригаційне освоєння йшло із застосуванням новітніх прийомів і методів водогосподарського будівництва.
Основна культура — бавовник не переносить солі і навіть на слабозасолених ґрунтах буває рідким, пригнобленим. Проте помічено, що бавовник, оброблюваний на таких ґрунтах з року в рік, в подальших поколіннях набуває деяку солестійкість. Тому рекомендовано проводити посів бавовнику насінням, зібраним із тих же ділянок.

## Засолення
Зрошування із самого початку стало приводити до підйому ґрунтових вод, заболочування і засолу полів. Після одно-, двократного використовування родючі ділянки перетворювалися на невдобки. Ці ділянки кидали, переходили на інші. Виникло так зване «кочове землеробство». Площі солончаків і заболочених земель швидко росли.
Причина засолу земель Голодного степу — підйом рівня ґрунтових вод при поливі, що виникає через відсутність вільного їх відтоку. При непомірному зрошуванні ґрунтові води підіймаються на поверхню, при зіткненні з капілярним шаром відбувається швидкий засол ґрунту, оскільки по капілярах разом з водою підіймаються розчинені в ній солі, а при більшому підйомі і зіткненні поверхні ґрунтових вод з поверхнею ґрунту останній заболочується. Для пониження рівня ґрунтових вод застосовується дренаж.
У Фергані здавна вдаються до осінньо-зимової промивки засолених земель. Пущена на поля вода розчиняє солі у верхніх горизонтах. З полів вона стікає в особливі збросові канали «заури» — необхідний елемент зрошувальної мережі, і скидується в западини (Сардобінську та ін).
Впровадження правильної системи землеробства і створення полезахисних смуг перешкоджають засоленню ґрунту. Полезахисні смуги, створювані тут з місцевих порід — шовковиці, урюку, верби, джиди (лоха), послаблюючи силу вітру, зменшують випаровування ґрунтової вологи і тим самим знижують інтенсивність підняття її по капілярах. Транспірування вологи деревами також сприяє пониженню рівня ґрунтових вод. Включення в сівозміну люцерни теж ослаблює висушування землі та підйом води по капілярах, покращує структуру і підвищує родючість ґрунтів.